# 张燮飞
张燮飞（1955年2月—），男，汉族，福建龙岩人，中华人民共和国政治人物，曾任福建省政协副主席、中共福建省委统战部部长，第十一届全国政协委员。

## 生平
2008年，当选第十一届全国政协委员，代表特别邀请人士，分入第五十七组。